# Jubileo de la Redención
El Jubileo de la Redención es un jubileo extraordinario convocado en dos ocasiones para conmemorar el aniversario de la Resurrección de Jesús. En 1933, lo convocó y celebró el papa Pío XI, mientras que en 1983 lo hizo el papa Juan Pablo II. Es un gran acontecimiento religioso centrado en la figura de Cristo Redentor.

## Año Santo de la Redención de 1933
Fue convocado por sorpresa por el papa Pío XI el 24 de diciembre de 1932. Comenzó el Domingo de Pasión de 1933 con la apertura de la Puerta Santa y clausurado el Lunes de Pasión del siguiente año. 

## Año Santo de la Redención de 1983
El último de ellos fue convocado y posteriormente celebrado por Juan Pablo II en 1983, al cumplirse el 1950° aniversario de la Redención, así lo anunciaba:

«Cada año litúrgico es en verdad celebración de los misterios de nuestra Redención; pero la conmemoración jubilar de la muerte salvífica de Cristo sugiere que tal celebración sea más intensamente participada. Ya en 1933 el Papa Pío XI de venerable memoria quiso recordar, con feliz intuición, el XIX Centenario de la Redención con un Año Extraordinario, sin entrar por otra parte en la cuestión de la fecha precisa en que fue crucificado el Señor. Dado que este año 1983 coincide con el 1950 aniversario de aquel gran acontecimiento, ha sido madurado dentro de mí la decisión, que ya manifesté al Colegio Cardenalicio el 26 de noviembre de 1982, de dedicar un año entero a recordar de modo especial la Redención, con el fin de que ésta penetre más a fondo en el pensamiento y en la acción de toda la Iglesia. Tal Jubileo comenzará el día 25 del próximo mes de marzo, Solemnidad de la Anunciación del Señor, que recuerda el instante providencial en que el Verbo eterno, haciéndose hombre por obra del Espíritu Santo en el seno de la Virgen María, participó de nuestra carne "para destruir por la muerte al que tenía el imperio de la muerte, esto es, al diablo, y liberar a aquellos que por temor de la muerte estaban toda la vida sujetos a servidumbre". Se concluirá el día 22 de abril de 1984, Domingo de Pascua, día de la plenitud de la alegría procurada por el Sacrificio redentor de Cristo, gracias al cual la Iglesia "renace y se alimenta continuamente de modo maravilloso" Sea pues éste un Año verdaderamente Santo, sea realmente un tiempo de gracia y de salvación, más intensamente santificado por la aceptación de las gracias de la Redención por parte de la humanidad de nuestro tiempo, mediante la renovación espiritual de todo el pueblo de Dios, que tiene como cabeza a Cristo "que fue entregado a la muerte por nuestros pecados y resucitado para nuestra justificación".(...)»
Juan Pablo II

Este el 29 de septiembre y 29 de octubre de 1983, se llevó a cabo al VI Asamblea General Ordinaria del Sínodo de los obispos, cuya temática fue "La penitencia y el perdón en la misión de la Iglesia".
Durante el domingo de ramos de 1984, se llevó a cabo Jubileo de los Jóvenes, antecedente principal a la Jornada Mundial de la Juventud, contó con la participación de la madre Teresa de Calcuta.
Después de concluido este Jubileo, Juan Pablo II deja dos documentos relacionados con este, el primero es la carta apostólica Salvifici Doloris, sobre el valor salvífico del sufrimiento y la exhortación apostólica Reconciliatio et Paenitentia, sobre el sacramento de la reconciliación.